# Liga Siatkówki Kobiet 2019-2020
La Liga Siatkówki Kobiet 2019-2020 si è svolta dall'11 ottobre 2019 al 2 marzo 2020: al torneo hanno partecipato dodici squadre di club polacche e la vittoria finale è andata per l'ottava volta al Chemik Police.

## Regolamento

### Formula
Le squadre hanno disputato un girone all'italiana, con gare di andata e ritorno, per un totale di ventidue giornate; al termine della regular season:
- La prima classificata si è laureata campione di Polonia.
- L'ultima classificata è retrocessa in I liga.

Originariamente, al termine della regular season, era prevista una fase play-off scudetto per l'assegnazione del titolo e una fase play-out per un'ulteriore retrocessione: a causa della pandemia di COVID-19 il campionato è stato sospeso e titolo e retrocessione sono stati decisi in base alla classifica al termine della reguar season.

### Criteri di classifica
Se il risultato finale è stato di 3-0 o 3-1 sono stati assegnati 3 punti alla squadra vincente e 0 a quella sconfitta, se il risultato finale è stato di 3-2 sono stati assegnati 2 punti alla squadra vincente e 1 a quella sconfitta.
L'ordine del posizionamento in classifica è stato definito in base a:
- Punti;
- Numero di partite vinte;
- Ratio dei set vinti/persi;
- Ratio dei punti realizzati/subiti.

## Squadre partecipanti
| Club               | Stagione | Città         | Impianto         | Stagione precedente          |
| ------------------ | -------- | ------------- | ---------------- | ---------------------------- |
| BKS                | dettagli | Bielsko-Biała | Hala BKS Stal    | 5ª in Liga Siatkówki Kobiet  |
| Budowlani Łódź     | dettagli | Łódź          | Łódź Sport Arena | 2ª in Liga Siatkówki Kobiet  |
| Chemik Police      | dettagli | Police        | Hala Policach    | 4ª in Liga Siatkówki Kobiet  |
| Developres Rzeszów | dettagli | Rzeszów       | Hala Podpromie   | 3ª in Liga Siatkówki Kobiet  |
| Kalisz             | dettagli | Kalisz        | Arena Kalisz     | 7ª in Liga Siatkówki Kobiet  |
| Legionovia         | dettagli | Legionowo     | Arena Legionowo  | 10ª in Liga Siatkówki Kobiet |
| ŁKS                | dettagli | Łódź          | Łódź Sport Arena | Campione di Polonia          |
| Pałac Bydgoszcz    | dettagli | Bydgoszcz     | Hala Łuczniczka  | 6ª in Liga Siatkówki Kobiet  |
| PTPS               | dettagli | Piła          | Hala MOSiR       | 9ª in Liga Siatkówki Kobiet  |
| Radomka            | dettagli | Radom         | Hala MOSiR       | 8ª in Liga Siatkówki Kobiet  |
| Wisła Warszawa     | dettagli | Varsavia      | OSiR Bemowo      | 2ª in I ligi                 |
| Wrocław            | dettagli | Breslavia     | Hala Orbita      | 11ª in Liga Siatkówki Kobiet |

## Torneo

### Regular season

#### Risultati
| Prima giornata |                                  |     |                                   |
|                |                                  |     |                                   |
| 11-10          | Developres Rzeszów - Legionovia  | 3-1 | 25-23, 25-18, 22-25, 25-20        |
| 12-10          | Pałac Bydgoszcz - Budowlani Łódź | 2-3 | 28-26, 25-27, 17-25, 25-18, 19-21 |
| 12-10          | Chemik Police - PTPS             | 3-0 | 25-13, 25-15, 25-18               |
| 12-10          | ŁKS - Kalisz                     | 3-0 | 25-22, 25-23, 25-22               |
| 12-10          | Wisła Warszawa - Wrocław         | 1-3 | 23-25, 26-28, 25-23, 21-25        |
| 14-10          | Radomka - BKS                    | 1-3 | 21-25, 25-21, 23-25, 22-25        |

| Seconda giornata |                                  |     |                                  |
|                  |                                  |     |                                  |
| 18-10            | Radomka - ŁKS                    | 1-3 | 25-22, 22-25, 21-25, 18-25       |
| 18-10            | Legionovia - Chemik Police       | 2-3 | 26-24, 25-23, 18-25, 16-25, 8-15 |
| 19-10            | Pałac Bydgoszcz - Wisła Warszawa | 3-0 | 26-24, 25-23, 26-24              |
| 19-10            | PTPS - BKS                       | 3-0 | 25-22, 25-19, 25-22              |
| 20-10            | Budowlani Łódź - Kalisz          | 3-0 | 28-26, 27-25, 25-19              |
| 20-10            | Wrocław - Developres Rzeszów     | 0-3 | 20-25, 18-25, 21-25              |

| Terza giornata |                                      |     |                                   |
|                |                                      |     |                                   |
| 25-10          | BKS - Legionovia                     | 2-3 | 25-27, 22-25, 25-21, 25-20, 13-15 |
| 26-10          | Developres Rzeszów - Pałac Bydgoszcz | 3-0 | 25-20, 25-18, 31-29               |
| 26-10          | Chemik Police - Wrocław              | 3-0 | 25-20, 25-20, 25-20               |
| 27-10          | ŁKS - PTPS                           | 1-3 | 24-26, 22-25, 25-23, 14-25        |
| 28-10          | Kalisz - Radomka                     | 3-1 | 25-18, 28-26, 23-25, 25-12        |
| 28-10          | Wisła Warszawa - Budowlani Łódź      | 0-3 | 23-25, 17-25, 13-25               |

| Quarta giornata |                                     |     |                                   |
|                 |                                     |     |                                   |
| 05-11           | Wrocław - BKS                       | 1-3 | 19-25, 25-19, 19-25, 17-25        |
| 08-11           | Pałac Bydgoszcz - Chemik Police     | 2-3 | 17-25, 25-21, 25-18, 19-25, 17-19 |
| 08-11           | Wisła Warszawa - Developres Rzeszów | 0-3 | 20-25, 15-25, 14-25               |
| 09-11           | PTPS - Kalisz                       | 1-3 | 25-20, 22-25, 23-25, 19-25        |
| 09-11           | Legionovia - ŁKS                    | 3-0 | 25-16, 25-12, 25-22               |
| 11-11           | Budowlani Łódź - Radomka            | 3-2 | 22-25, 23-25, 25-16, 33-31, 15-8  |

| Quinta giornata |                                     |     |                            |
|                 |                                     |     |                            |
| 15-11           | ŁKS - Wrocław                       | 3-1 | 25-22, 21-25, 25-20, 25-20 |
| 16-11           | Chemik Police - Wisła Warszawa      | 3-1 | 21-25, 25-19, 25-18, 25-15 |
| 17-11           | Developres Rzeszów - Budowlani Łódź | 3-0 | 25-20, 25-22, 25-23        |
| 17-11           | Kalisz - Legionovia                 | 3-1 | 27-25, 25-18, 22-25, 25-21 |
| 18-11           | Radomka - PTPS                      | 0-3 | 25-27, 27-29, 21-25        |
| 19-11           | BKS - Pałac Bydgoszcz               | 3-0 | 25-22, 25-18, 25-23        |

| Sesta giornata |                                    |     |                                   |
|                |                                    |     |                                   |
| 22-11          | Pałac Bydgoszcz - ŁKS              | 0-3 | 16-25, 22-25, 14-25               |
| 23-11          | Legionovia - Radomka               | 3-1 | 25-17, 20-25, 25-23, 25-21        |
| 24-11          | Wisła Warszawa - BKS               | 1-3 | 19-25, 22-25, 28-26, 19-25        |
| 24-11          | Budowlani Łódź - PTPS              | 3-1 | 25-11, 20-25, 25-15, 25-17        |
| 25-11          | Developres Rzeszów - Chemik Police | 0-3 | 26-28, 21-25, 23-25               |
| 25-11          | Wrocław - Kalisz                   | 3-2 | 25-19, 17-25, 15-25, 25-19, 15-12 |

| Settima giornata |                                |     |                            |
|                  |                                |     |                            |
| 29-11            | BKS - Developres Rzeszów       | 0-3 | 20-25, 20-25, 19-25        |
| 29-11            | PTPS - Legionovia              | 1-3 | 18-25, 25-21, 23-25, 22-25 |
| 30-11            | Chemik Police - Budowlani Łódź | 3-0 | 25-12, 25-21, 25-19        |
| 30-11            | Radomka - Wrocław              | 3-1 | 25-22, 25-21, 19-25, 25-19 |
| 30-11            | Kalisz - Pałac Bydgoszcz       | 1-3 | 15-25, 30-28, 22-25, 20-25 |
| 01-12            | ŁKS - Wisła Warszawa           | 3-0 | 25-16, 25-22, 25-19        |

| Ottava giornata |                             |     |                                   |
|                 |                             |     |                                   |
| 07-12           | Wisła Warszawa - Kalisz     | 2-3 | 25-16, 24-26, 25-20, 20-25, 11-15 |
| 07-12           | Pałac Bydgoszcz - Radomka   | 2-3 | 28-26, 25-17, 22-25, 13-25, 13-15 |
| 07-12           | Developres Rzeszów - ŁKS    | 3-2 | 23-25, 19-25, 26-24, 25-23, 15-11 |
| 07-12           | Chemik Police - BKS         | 3-0 | 25-14, 25-23, 25-18               |
| 08-12           | Budowlani Łódź - Legionovia | 1-3 | 25-17, 18-25, 22-25, 19-25        |
| 22-12           | Wrocław - PTPS              | 1-3 | 25-23, 23-25, 16-25, 22-25        |

| Nona giornata |                             |     |                                   |
|               |                             |     |                                   |
| 10-12         | PTPS - Pałac Bydgoszcz      | 0-3 | 20-25, 22-25, 18-25               |
| 11-12         | BKS - Budowlani Łódź        | 1-3 | 26-28, 19-25, 25-16, 23-25        |
| 11-12         | Radomka - Wisła Warszawa    | 3-2 | 25-16, 15-25, 23-25, 25-13, 15-8  |
| 11-12         | Kalisz - Developres Rzeszów | 0-3 | 19-25, 22-25, 22-25               |
| 11-12         | Legionovia - Wrocław        | 3-1 | 25-19, 16-25, 25-20, 25-20        |
| 11-12         | ŁKS - Chemik Police         | 2-3 | 15-25, 23-25, 25-21, 25-21, 16-18 |

| Decima giornata |                              |     |                            |
|                 |                              |     |                            |
| 13-12           | Wisła Warszawa - PTPS        | 1-3 | 17-25, 23-25, 25-22, 18-25 |
| 14-12           | Developres Rzeszów - Radomka | 3-0 | 25-22, 25-20, 25-14        |
| 14-12           | Chemik Police - Kalisz       | 3-0 | 25-18, 25-23, 25-14        |
| 14-12           | BKS - ŁKS                    | 3-1 | 19-25, 25-23, 25-14, 25-21 |
| 15-12           | Budowlani Łódź - Wrocław     | 3-0 | 25-19, 25-19, 25-18        |
| 15-12           | Pałac Bydgoszcz - Legionovia | 1-3 | 15-25, 16-25, 25-18, 25-27 |

| Undicesima giornata |                             |     |                                   |
|                     |                             |     |                                   |
| 22-10               | PTPS - Developres Rzeszów   | 0-3 | 15-25, 22-25, 21-25               |
| 23-10               | Radomka - Chemik Police     | 0-3 | 18-25, 17-25, 16-25               |
| 23-10               | ŁKS - Budowlani Łódź        | 1-3 | 25-20, 23-25, 23-25, 23-25        |
| 17-12               | Wrocław - Pałac Bydgoszcz   | 3-2 | 24-26, 25-23, 25-21, 23-25, 15-10 |
| 18-12               | Kalisz - BKS                | 3-1 | 8-25, 25-22, 26-24, 25-23         |
| 21-12               | Legionovia - Wisła Warszawa | 3-0 | 25-20, 25-20, 25-19               |

| Dodicesima giornata |                                  |     |                                   |
|                     |                                  |     |                                   |
| 30-10               | PTPS - Chemik Police             | 1-3 | 22-25, 26-24, 16-25, 21-25        |
| 30-10               | Legionovia - Developres Rzeszów  | 2-3 | 18-25, 25-13, 16-25, 25-21, 14-16 |
| 31-10               | BKS - Radomka                    | 3-2 | 22-25, 13-25, 28-26, 25-20, 16-14 |
| 02-11               | Kalisz - ŁKS                     | 2-3 | 25-22, 20-25, 27-25, 19-25, 5-15  |
| 03-11               | Budowlani Łódź - Pałac Bydgoszcz | 0-3 | 23-25, 25-27, 16-25               |
| 04-01               | Wrocław - Wisła Warszawa         | 3-0 | 26-24, 25-12, 25-20               |

| Tredicesima giornata |                                  |     |                            |
|                      |                                  |     |                            |
| 12-11                | Developres Rzeszów - Wrocław     | 3-0 | 25-14, 25-19, 25-15        |
| 13-11                | Chemik Police - Legionovia       | 3-0 | 25-12, 25-20, 25-15        |
| 13-11                | ŁKS - Radomka                    | 3-0 | 25-14, 25-19, 25-19        |
| 13-11                | Kalisz - Budowlani Łódź          | 1-3 | 32-30, 19-25, 22-25, 18-25 |
| 08-01                | BKS - PTPS                       | 1-3 | 25-21, 21-25, 25-27, 22-25 |
| 19-02                | Wisła Warszawa - Pałac Bydgoszcz | 0-3 | 15-25, 10-25, 23-25        |

| Quattordicesima giornata |                                      |     |                                   |
|                          |                                      |     |                                   |
| 18-01                    | Pałac Bydgoszcz - Developres Rzeszów | 2-3 | 19-25, 19-25, 25-21, 25-21, 18-20 |
| 18-01                    | Budowlani Łódź - Wisła Warszawa      | 3-0 | 25-0, 25-0, 25-0                  |
| 18-01                    | Wrocław - Chemik Police              | 0-3 | 22-25, 11-25, 20-25               |
| 18-01                    | PTPS - ŁKS                           | 1-3 | 15-25, 22-25, 25-21, 15-25        |
| 19-01                    | Legionovia - BKS                     | 3-2 | 25-21, 24-26, 10-25, 25-23, 15-13 |
| 20-01                    | Radomka - Kalisz                     | 0-3 | 20-25, 17-25, 25-27               |

| Quindicesima giornata |                                     |     |                                   |
|                       |                                     |     |                                   |
| 24-01                 | BKS - Wrocław                       | 3-1 | 23-25, 25-20, 25-10, 25-19        |
| 24-01                 | Chemik Police - Pałac Bydgoszcz     | 3-0 | 25-20, 25-23, 25-21               |
| 25-01                 | Developres Rzeszów - Wisła Warszawa | 3-0 | 25-13, 25-16, 25-13               |
| 25-01                 | Radomka - Budowlani Łódź            | 3-2 | 25-23, 25-23, 29-31, 21-25, 15-11 |
| 25-01                 | Kalisz - PTPS                       | 2-3 | 23-25, 25-16, 22-25, 25-16, 15-17 |
| 26-01                 | ŁKS - Legionovia                    | 3-0 | 25-23, 25-23, 25-23               |

| Sedicesima giornata |                                     |     |                                   |
|                     |                                     |     |                                   |
| 29-01               | Wisła Warszawa - Chemik Police      | 0-3 | 13-25, 19-25, 11-25               |
| 29-01               | Budowlani Łódź - Developres Rzeszów | 0-3 | 20-25, 22-25, 23-25               |
| 29-01               | Wrocław - ŁKS                       | 0-3 | 19-25, 20-25, 20-25               |
| 29-01               | PTPS - Radomka                      | 3-1 | 29-27, 25-19, 13-25, 29-27        |
| 29-01               | Pałac Bydgoszcz - BKS               | 3-2 | 20-25, 28-26, 28-26, 22-25, 18-16 |
| 29-01               | Legionovia - Kalisz                 | 3-1 | 25-19, 18-25, 25-21, 25-22        |

| Diciassettesima giornata |                                    |     |                                   |
|                          |                                    |     |                                   |
| 01-02                    | Radomka - Legionovia               | 3-1 | 25-21, 21-25, 28-26, 27-25        |
| 01-02                    | PTPS - Budowlani Łódź              | 0-3 | 19-25, 23-25, 23-25               |
| 02-02                    | Chemik Police - Developres Rzeszów | 2-3 | 25-21, 25-19, 14-25, 18-25, 8-15  |
| 02-02                    | BKS - Wisła Warszawa               | 3-0 | 25-8, 25-18, 25-17                |
| 02-02                    | ŁKS - Pałac Bydgoszcz              | 3-1 | 25-18, 25-20, 18-25, 25-21        |
| 03-02                    | Kalisz - Wrocław                   | 3-2 | 23-25, 24-26, 25-19, 25-19, 15-11 |

| Diciottesima giornata |                                |     |                                   |
|                       |                                |     |                                   |
| 07-02                 | Legionovia - PTPS              | 2-3 | 18-25, 25-23, 23-25, 26-24, 13-15 |
| 08-02                 | Wrocław - Radomka              | 3-1 | 22-25, 25-19, 25-22, 25-17        |
| 08-02                 | Developres Rzeszów - BKS       | 3-1 | 25-20, 25-18, 19-25, 25-22        |
| 08-02                 | Wisła Warszawa - ŁKS           | 0-3 | 11-25, 16-25, 15-25               |
| 09-02                 | Budowlani Łódź - Chemik Police | 0-3 | 21-25, 19-25, 19-25               |
| 10-02                 | Pałac Bydgoszcz - Kalisz       | 3-0 | 25-20, 25-19, 25-15               |

| Diciannovesima giornata |                             |     |                     |
|                         |                             |     |                     |
| 15-02                   | Legionovia - Budowlani Łódź | 3-0 | 25-12, 25-21, 25-22 |
| 15-02                   | PTPS - Wrocław              | 0-3 | 17-25, 17-25, 18-25 |
| 15-02                   | ŁKS - Developres Rzeszów    | 0-3 | 14-25, 23-25, 21-25 |
| 15-02                   | Kalisz - Wisła Warszawa     | 3-0 | 25-16, 25-22, 25-10 |
| 16-02                   | BKS - Chemik Police         | 0-3 | 21-25, 21-25, 19-25 |
| 17-02                   | Radomka - Pałac Bydgoszcz   | 3-0 | 25-23, 25-16, 25-21 |

| Ventesima giornata |                             |     |                                   |
|                    |                             |     |                                   |
| 22-02              | Pałac Bydgoszcz - PTPS      | 3-0 | 25-8, 25-17, 25-12                |
| 22-02              | Developres Rzeszów - Kalisz | 3-0 | 25-19, 25-15, 25-22               |
| 22-02              | Wrocław - Legionovia        | 1-3 | 20-25, 25-20, 20-25, 21-25        |
| 22-02              | Wisła Warszawa - Radomka    | 0-3 | 20-25, 20-25, 10-25               |
| 23-02              | Budowlani Łódź - BKS        | 3-1 | 25-27, 25-23, 25-21, 25-20        |
| 23-02              | Chemik Police - ŁKS         | 3-2 | 25-19, 19-25, 25-21, 22-25, 15-10 |

| Ventunesima giornata |                              |     |                                   |
|                      |                              |     |                                   |
| 25-02                | Radomka - Developres Rzeszów | 1-3 | 25-22, 18-25, 18-25, 17-25        |
| 26-02                | PTPS - Wisła Warszawa        | 3-0 | 25-12, 25-11, 25-9                |
| 26-02                | Wrocław - Budowlani Łódź     | 0-3 | 23-25, 20-25, 18-25               |
| 26-02                | Kalisz - Chemik Police       | 1-3 | 25-22, 20-25, 23-25, 17-25        |
| 26-02                | Legionovia - Pałac Bydgoszcz | 3-2 | 17-25, 21-25, 25-18, 25-22, 15-8  |
| 27-02                | ŁKS - BKS                    | 3-2 | 19-25, 25-21, 25-18, 16-25, 15-11 |

| Ventiduesima giornata |                             |     |                            |
|                       |                             |     |                            |
| 29-02                 | Chemik Police - Radomka     | 3-0 | 25-20, 25-18, 25-23        |
| 29-02                 | Developres Rzeszów - PTPS   | 3-0 | 25-20, 30-28, 25-13        |
| 29-02                 | Wisła Warszawa - Legionovia | 0-3 | 17-25, 23-25, 13-25        |
| 01-03                 | Budowlani Łódź - ŁKS        | 1-3 | 15-25, 25-20, 14-25, 18-25 |
| 02-03                 | Pałac Bydgoszcz - Wrocław   | 3-0 | 25-13, 25-19, 25-20        |
| 02-03                 | BKS - Kalisz                | 3-1 | 26-24, 21-25, 29-27, 25-23 |

#### Classifica
| Pos. | Squadra             | Pt | G  | V  | P  | SV | SP | Ratio | PF    | PS    | Ratio |
| ---- | ------------------- | -- | -- | -- | -- | -- | -- | ----- | ----- | ----- | ----- |
| 1.   | Chemik Police       | 60 | 22 | 21 | 1  | 65 | 14 | 4,642 | 1 871 | 1 529 | 1,223 |
| 2.   | Developres Rzeszów  | 59 | 22 | 21 | 1  | 63 | 14 | 4,500 | 1 844 | 1 535 | 1,201 |
| 3.   | ŁKS                 | 43 | 22 | 14 | 8  | 51 | 33 | 1,545 | 1 896 | 1 762 | 1,076 |
| 4.   | Legionovia          | 42 | 22 | 14 | 8  | 51 | 37 | 1,378 | 1 951 | 1 900 | 1,026 |
| 5.   | Budowlani Łódź      | 38 | 22 | 13 | 9  | 43 | 36 | 1,194 | 1 808 | 1 715 | 1,054 |
| 6.   | Pałac Bydgoszcz     | 32 | 22 | 9  | 13 | 41 | 42 | 0,976 | 1 846 | 1 820 | 1,014 |
| 7.   | BKS                 | 30 | 22 | 9  | 13 | 40 | 47 | 0,851 | 1 968 | 1 924 | 1,022 |
| 8.   | PTPS                | 28 | 22 | 10 | 12 | 35 | 45 | 0,777 | 1 716 | 1 839 | 0,933 |
| 9.   | Kalisz              | 25 | 22 | 8  | 14 | 35 | 50 | 0,700 | 1 865 | 1 930 | 0,966 |
| 10.  | Radomka             | 20 | 22 | 7  | 15 | 32 | 53 | 0,603 | 1 844 | 1 954 | 0,943 |
| 11.  | Wrocław             | 17 | 22 | 6  | 16 | 27 | 54 | 0,500 | 1 690 | 1 869 | 0,904 |
| 12.  | Wisła Warszawa (-3) | -1 | 22 | 0  | 22 | 8  | 66 | 0,121 | 1 281 | 1 803 | 0,710 |

      Campione di Polonia.
      Retrocessa in I ligi.
Note:
Il Wisla Warszawa ha scontato 3 punti di penalizzazione per irregolarità finanziarie.

## Classifica finale
| Pos. | Squadra            | Qualificazione           |
| ---- | ------------------ | ------------------------ |
|      | Chemik Police      | Champions League 2020-21 |
| 2    | Developres Rzeszów | Champions League 2020-21 |
| 3    | ŁKS                | Coppa CEV 2020-21        |
| 4    | Legionovia         | Challenge Cup 2020-21    |
| 5    | Budowlani Łódź     |                          |
| 6    | Pałac Bydgoszcz    |                          |
| 7    | BKS                |                          |
| 8    | PTPS               |                          |
| 9    | Kalisz             |                          |
| 10   | Radomka            |                          |
| 11   | Wrocław            |                          |
| 12   | Wisła Warszawa     | I liga 2020-21           |

## Statistiche
| Rendimento individuale | Rendimento individuale | Rendimento individuale | Rendimento individuale |
| Pos.                   | Nome                   | Punti                  | Squadra                |
| ---------------------- | ---------------------- | ---------------------- | ---------------------- |
| 1                      | Aleksandra Rasińska    | 376                    | Wrocław                |
| 2                      | Anastasija Černucha    | 349                    | Budowlani Łódź         |
| 3                      | Olivia Różański        | 348                    | BKS                    |
| 4                      | Andrea Kossányiová     | 342                    | BKS                    |
| 5                      | Katarzyna Zaroślińska  | 337                    | Developres Rzeszów     |
| 6                      | Olga Strantzalī        | 326                    | Legionovia             |
| 7                      | Wilma Salas            | 321                    | Chemik Police          |
| 8                      | Julie Oliveira         | 320                    | Legionovia             |
| 8                      | Monika Fedusio         | 320                    | Pałac Bydgoszcz        |
| 10                     | Adela Helić            | 310                    | Kalisz                 |

| Attacchi vincenti | Attacchi vincenti     | Attacchi vincenti | Attacchi vincenti  |
| Pos.              | Nome                  | Punti             | Squadra            |
| ----------------- | --------------------- | ----------------- | ------------------ |
| 1                 | Aleksandra Rasińska   | 321               | Wrocław            |
| 2                 | Anastasija Černucha   | 306               | Budowlani Łódź     |
| 3                 | Andrea Kossányiová    | 295               | BKS                |
| 4                 | Katarzyna Zaroślińska | 292               | Developres Rzeszów |
| 5                 | Olivia Różański       | 291               | BKS                |
| 6                 | Olga Strantzalī       | 287               | Legionovia         |
| 7                 | Wilma Salas           | 281               | Chemik Police      |
| 8                 | Monika Fedusio        | 279               | Pałac Bydgoszcz    |
| 9                 | Julie Oliveira        | 264               | Legionovia         |
| 10                | Adela Helić           | 255               | Kalisz             |

| Muri vincenti | Muri vincenti       | Muri vincenti | Muri vincenti      |
| Pos.          | Nome                | Punti         | Squadra            |
| ------------- | ------------------- | ------------- | ------------------ |
| 1             | Martyna Świrad      | 74            | BKS                |
| 2             | Monika Martałek     | 66            | Kalisz             |
| 3             | Klaudia Alagierska  | 63            | ŁKS                |
| 4             | Marta Ziółkowska    | 61            | Pałac Bydgoszcz    |
| 5             | Joanna Pacak        | 59            | ŁKS                |
| 6             | Maja Tokarska       | 54            | Legionovia         |
| 6             | Anna Stencel        | 54            | Pałac Bydgoszcz    |
| 8             | Małgorzata Śmieszek | 53            | Budowlani Łódź     |
| 9             | Kamila Ganszczyk    | 52            | Developres Rzeszów |
| 10            | Karolina Bednarek   | 50            | PTPS               |

| Battute vincenti | Battute vincenti     | Battute vincenti | Battute vincenti |
| Pos.             | Nome                 | Punti            | Squadra          |
| ---------------- | -------------------- | ---------------- | ---------------- |
| 1                | Aleksandra Rasińska  | 28               | Wrocław          |
| 2                | Juliette Fidon       | 25               | Legionovia       |
| 3                | Gyselle Silva        | 24               | Chemik Police    |
| 4                | Majka Szczepańska    | 23               | Radomka          |
| 4                | Katarina Lazović     | 23               | ŁKS              |
| 6                | Aleksandra Szymańska | 20               | Wisła Warszawa   |
| 7                | Olga Strantzalī      | 19               | Legionovia       |
| 7                | Ewelina Mikołajewska | 19               | Wisła Warszawa   |
| 7                | Sylwia Kucharska     | 19               | PTPS             |
| 7                | Anastasija Černucha  | 19               | Budowlani Łódź   |